# Ваньо Пастор, Эдуардо
Эдуардо Ваньо Пастор (исп. Eduardo Vañó Pastor; 24 февраля 1911, Бокайренте — 26 сентября 1993, Валенсия) — испанский художник-карикатурист, представитель «валенсийской школы». Наиболее известен за серию комиксов «Роберто Альказар и Педрин» (1940—1976).

## Биография
Родился 24 февраля 1911 года в городе Бокайренте. Учился в Королевская Академия искусств Сан Карлос, где получил звание профессора рисования.
В начале 1930-х годов он начал работать серийным иллюстратором в редакции Валенсиана, а также в журнале KKO.
В 1940 году вместе с владельцем компании Хуаном Баутистой Пуэрто он присоединился к серии «Роберто Альказар и Педрин», которая стала одной из самых успешных послевоенных испанских серий комиксов.
Пастор сотрудничал со многими художниками: Хосе Джордана Ховера, Федерико Аморос, Висенте Тортахада и Педро Кесада, а также некоторых из них, написанных самим собой. Всего Ваньо нарисовал 1219 номеров комиксов.
Пастор посвятил серии практически всю свою профессиональную жизнь, хотя он также создал другие серии комиксов, такие как «Боб Тайлер и Карлос Рэй», «Корасон де Асеро», совместно Мануэлем Гаго в 1941 году и с «Милтоном эль Корсарио» (1956), он отвечал за составление первых 61 номеров. К тому времени он был настолько известен, что Валенсиана продвигала Эдуардо Пастора, как престижного карикатуриста серии Роберто Алькасара.
Не желая появляться на публике, в 1991 году он отказался от участия в церемонии награждения, которую Барселонская ярмарка комиксов отдала ему и его коллегам Санчису и Карпе. Умер 26 сентября 1993 года в Валенсии.